# Triesting
Triesting je reka Spodnje Avstrije, ki teče po jugovzhodnem delu Dunajskega gozda. 
Dolžina reke je 63 km. Pri kraju Achau se izliva v reko Schwechat in je del porečja Donave. 

## Poplave
- 1846[1]
- Julij 1882
- Maj 1940
- Julij 1944
- Julij 1966
- Julij 1991 (poplavni val samo v zgornjem toku)
- Avgust 1997
- Junij 2002

Poplave leta 1944 so bile najhujše v Triestinški dolini. Zgodile so se 4. julija 1944 po močnih nalivih v zgornji Triestinški dolini, v bližini gore Schöpfl in v dolini Further. Ozek vrat doline nad Pottensteinom je zasul les in kotlina Fahrafeld se je spremenila v zajezeno jezero. Jez je počil in po dolini so narasle do 2 metra visoke poplavne vode. V celotni dolini je življenje izgubilo 188 ljudi, »večina jih je bila tujih delavcev«.Posebej spodnja dolina Triestinga je bila takrat središče orožarske industrije, kjer je večje število tujih delavcev nadomestilo vpoklicane. Večinoma so bili to suženjski delavci: vojni ujetniki raznih narodnosti, »premestitve« z vzhoda in Balkana, ki ga je okupiral Wehrmacht med vojno. (Rieck (1957), str. 147).